# チロル州

チロル州
Tirol

チロル州（チロルしゅう、ドイツ語: Tirol、バイエルン語: Tiaroi）は、オーストリア共和国を構成する9つの連邦州のひとつ。オーストリア西部に位置し、北チロルと東チロルからなる。州都は北チロルにあるインスブルック。東チロルの中心都市はリエンツ。州都インスブルックでは1964年と1976年に冬季オリンピックが開催された。

## 名称

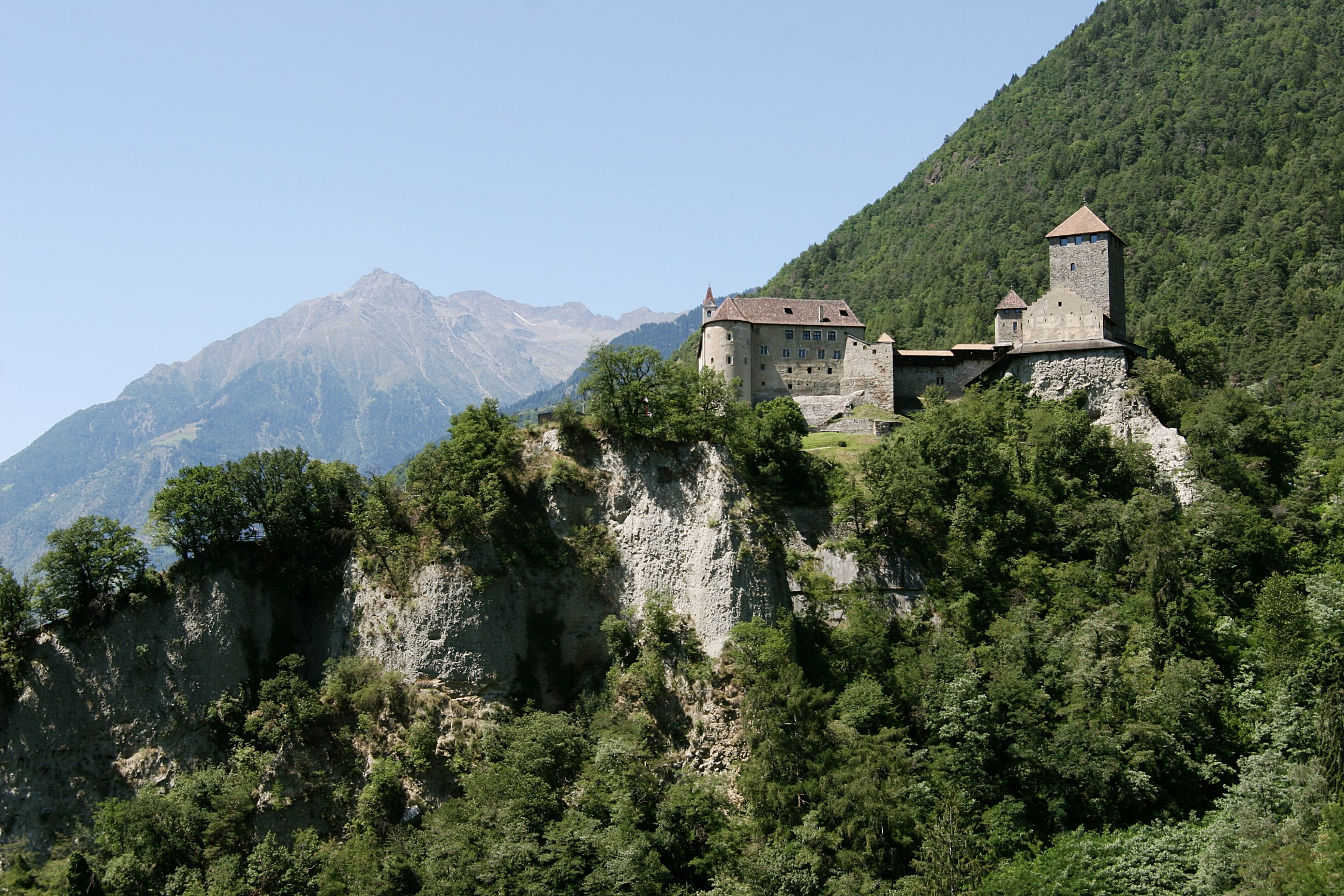
「チロル」という地名の由来となったチロル城（ティローロ城）。南チロル・メラン（現在はイタリア領のボルツァーノ自治県メラーノ）近郊のチロル（ティローロ）にある

「チロル」の地名は、南チロル・メラン（イタリア語名メラーノ）近郊のチロル（イタリア語名ティローロ）に起源を持つ。ここにあるチロル城の城主であったチロル伯が勢力を拡大した結果、その領地全体が「チロル」と呼ばれるようになった。
現地のバイエルン語ではTiaroi（ティアローイ）、ドイツ語では Tirol [tiróːl]（ティロール）、イタリア語ではTirolo （ティローロ）と呼ばれる。また英語ではTyrol [tiróul, taɪróul]（ティロウル、タイロウル）となる。
日本語ではドイツ語名をローマ字読みした「チロル州」が広く使われているが、 ti と chi の発音を区別する意図から最近は「ティロル州」という表記もみられる。

## 地理

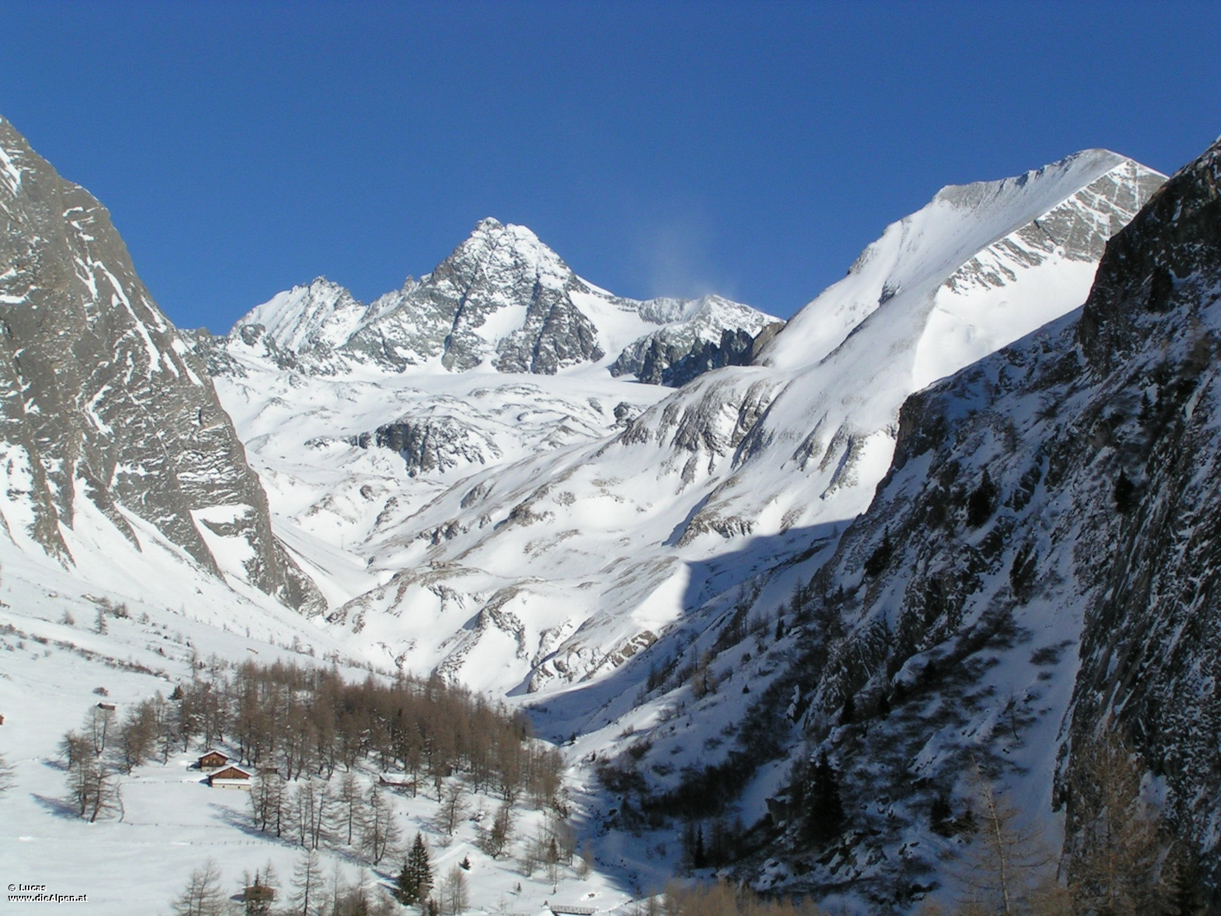
オーストリア最高峰のグロースグロックナー山（3,798m）を南から望む

北チロルは西にフォアアールベルク州、東にザルツブルク州、北にドイツのバイエルン州南部のバイエルン・シュヴァーベン地方およびオーバーバイエルン地方、南にスイスのグラウビュンデン州とイタリアのボルツァーノ自治県になっている南チロルに接している。東チロルは第一次世界大戦後の南チロル割譲により飛び地になっており、北にザルツブルク州、東にケルンテン州に接する。
チロル州はアルプス山脈の東部に位置し、全域が山地で占められる。このため夏は避暑と登山、冬はアルペンスキーのために賑わう。ザルツブルク州およびケルンテン州との州境にオーストリア最高峰のグロースグロックナー山が、バイエルン州との国境にはドイツ最高峰のツークシュピッツェ山がある。
北チロルは中央を北東へイン川が流れており、その渓谷沿いにインスブルックをはじめとする都市が散在している。

### 方言
基本的にはバイエルン・オーストリア語のうちの南バイエルン・オーストリア語に属する諸方言が話されるが、北東部は中部バイエルン・オーストリア語の地域がある他、北西部にあるロイテ郡北部は、北に隣接するドイツのバイエルン・シュヴァーベン地方と同様にアレマン語系シュヴァーベン語の地域、最西部のランデック郡西部は、おなじくアレマン語系最高地アレマン語の地域がある。

## 歴史
現在のチロル州の地域に人類が居住し始めたのは中石器時代にまでさかのぼるが、ローマ帝国領となる前にここに住んでいたラエティア人について詳しいことは知られていない。紀元前15年にティベリウスと大ドルススはこの地を征服してローマ帝国の版図に加え、ラエティア属州とノリクム属州を設置した。西ローマ帝国の衰退後は東ゴート王国の、次いでバイエルン部族大公の支配下に入った。

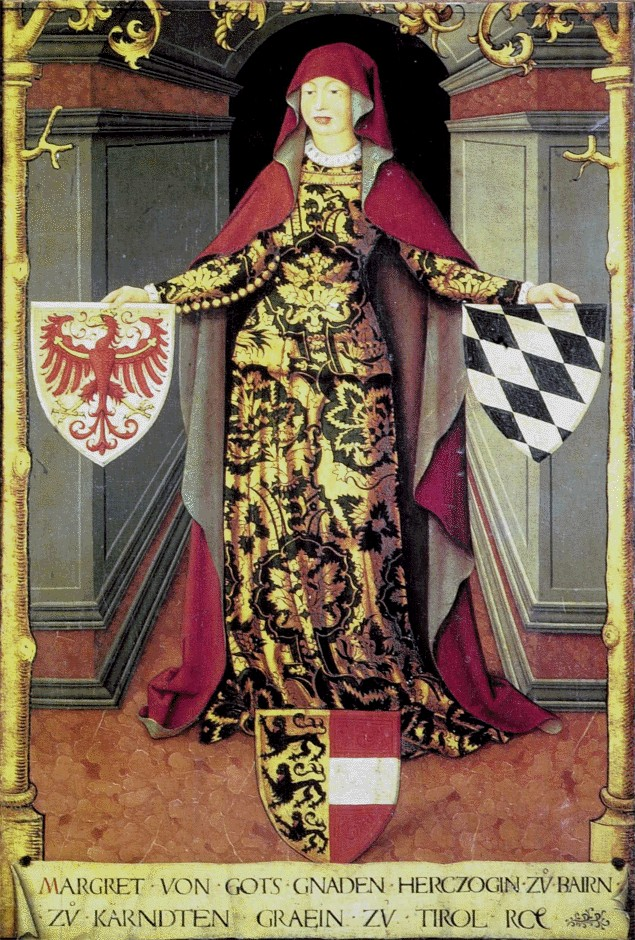
チロル女伯マルガレーテ・マウルタッシュ。“マウルタッシュ”は醜女を意味するあだ名である

1027年、神聖ローマ皇帝コンラート2世はブリクセン司教とトリエント司教を神聖ローマ帝国の帝国諸侯とし、両司教領はバイエルンから切り離された。その臣下だったチロル伯は次第に力をつけて独立し、13世紀頃までにチロルの多くがマインハルト家のチロル伯領となった。ハプスブルク家のオーストリア公ルドルフ4世は、1363年にマインハルト家最後の相続人であるマルガレーテ・マウルタッシュからチロルを強引に相続し、以後チロル伯領はハプスブルク家へ移った。
15世紀後半のマクシミリアン1世の治世時には銀や銅、塩の鉱山が点在していたことから、ハプスブルク家は莫大な収益を上げていた。チロルで得た収入は惜しみなく芸術につぎ込まれた。
ナポレオン戦争中、チロルはプレスブルクの和約およびシェーンブルンの和約によってフランス帝国の同盟国であるバイエルン王国へ割譲された。しかし頑固で誇り高いことで知られるチロル人はこの決定を良しとせず、アンドレアス・ホーファーを指導者として蜂起し、フランス・バイエルン連合軍を2度にわたって破った。ホーファーは3回目の戦いに敗れて捕縛・処刑されたものの、現在でもチロルのみならずオーストリア全土で英雄として讃えられている。結局バイエルンによる支配は長続きせず、ナポレオンの没落後、ウィーン会議によってチロルはオーストリア帝国へ復帰した。

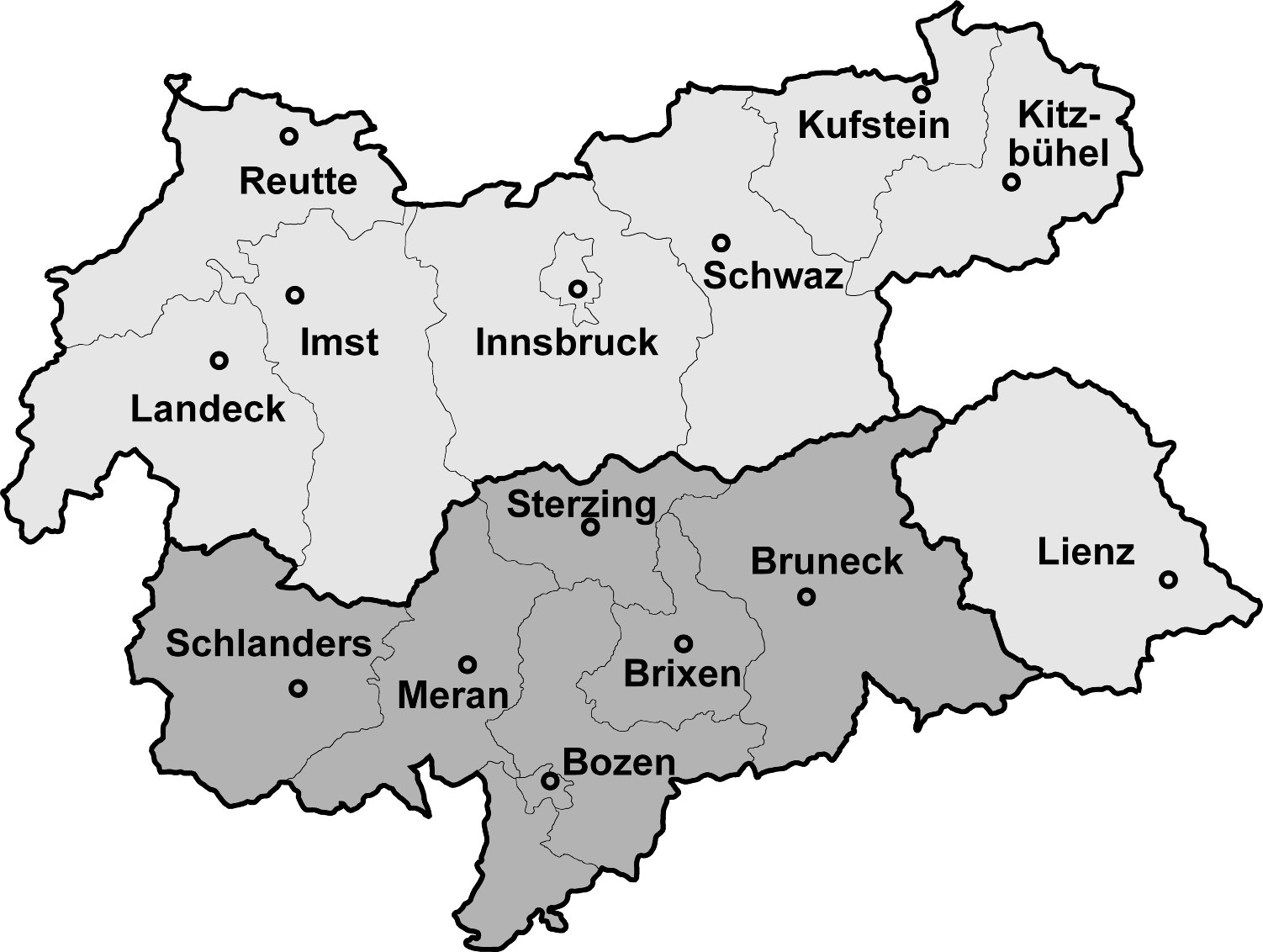
1918年当時のチロル。濃灰色の部分がサン＝ジェルマン条約によってイタリア王国へ割譲された南チロル

1918年に第一次世界大戦に敗れたオーストリア＝ハンガリー帝国が解体されると、サン＝ジェルマン条約によって南チロルがイタリア王国へと割譲され、残りが第一共和政オーストリアの連邦州となった。
1938年にナチス・ドイツはオーストリアと合邦した（アンシュルス）。北チロルはチロル＝フォアアールベルク帝国大管区に、東チロルはケルンテン帝国大管区へ統合された。アドルフ・ヒトラーはベニート・ムッソリーニへの配慮から南チロルのイタリア領有を承認していたが、第二次世界大戦末期にイタリアが降伏すると南チロルはドイツが併合した。しかし敗戦後、南チロルは再びイタリア領となり、北チロルはフランスの、東チロルはイギリスの占領下に置かれた。
1955年にオーストリアは連合国との間にオーストリア国家条約を調印して独立を回復した。チロル州では、1950年代終わりにアルプスを貫く高速道路やトンネルが開通し、州内で2度冬季オリンピックが開催された影響もあって観光産業が盛んになった。近年は1995年のシェンゲン協定などにより、国境を隔てたボルツァーノ自治県（旧南チロル）との交流が進んでいる。

## 政治
チロル州の州議会（Landtag）は一院制で、定数は36、任期は5年である。直近の選挙は2022年9月25日に行なわれ、オーストリア国民党（ÖVP）が34.71%の得票で14議席、オーストリア自由党（FPÖ）が18.84%の得票で、オーストリア社会民主党（SPÖ）が17.48%の得票でそれぞれ7議席、リステ・フリッツ・ディンクハウザーが9.90%の得票で、緑の党が9.20%の得票でそれぞれ3議席、新オーストリア党 (NEOS) が6.29%の得票で2議席を獲得した。
州首相（Landeshauptmann）は州議会によって選出される。現職の州首相はÖVPのアントン・マットレ（Anton Mattle）である。

### 歴代州首相
第二共和制での歴代州首相とその在任期間は以下の通り。
- カール・グルーバー （ÖVP、1945年5月4日 - 1945年12月11日）
- アルフォンス・ヴァイスガッターラー （ÖVP、1945年12月11日 - 1951年1月31日）
- アロイス・グラウス （ÖVP、1951年2月27日 - 1957年11月12日）
- ハンス・チグフレイ （ÖVP、1957年11月12日 - 1963年6月30日）
- エドゥアルト・ヴァルネファー （ÖVP、1963年7月13日 - 1987年3月2日）
- アロイス・パルトル （ÖVP、1987年3月5日 - 1993年9月24日）
- ヴェンデリン・ヴァインガルトナー （ÖVP、1993年9月24 - 2002年10月26日）
- ヘルヴィヒ・ヴァン・シュター （ÖVP、2002年10月26日 - 2008年7月1日）
- ギュンター・プラッター （ÖVP、2008年7月1日 - 2022年10月25日）
- アントン・マットレ （ÖVP、2022年10月25日 - ）

## 地方行政
チロル州は8つの郡（Bezirk; 行政管区とも訳される）に分けられる。郡は自治体ではなく、行政事務を処理する州の出先機関である。一方、州都のインスブルックは郡に属さない憲章都市（Statutarstadt）に指定されており、郡の業務も独自に処理している。
また、チロル州には279の基礎自治体（Gemeinde; ゲマインデ）がある。このうち11自治体が市（Stadt）、21自治体が町（Marktgemeinde; 市場町）に指定されている。

チロル州の郡および憲章都市の区分

| ナンバープレート | 郡名                     | 位置 | 郡庁所在地       | 面積 （km2） | 人口 （2020年1月1日） | 人口密度 | 自治体数 |
| ---------------- | ------------------------ | ---- | ---------------- | ------------ | --------------------- | -------- | -------- |
| IM               | イムスト郡               |      | イムスト         | 1,724.82     | 60,474                | 35       | 24       |
| IL               | インスブルック＝ラント郡 |      | インスブルック   | 1,990.09     | 180,453               | 91       | 65       |
| I                | インスブルック           |      | 憲章都市         | 104.91       | 131,961               | 1,258    |          |
| KB               | キッツビュール郡         |      | キッツビュール   | 1,163.28     | 64,168                | 55       | 20       |
| KU               | クーフシュタイン郡       |      | クーフシュタイン | 969.90       | 110,287               | 114      | 30       |
| LA               | ランデック郡             |      | ランデック       | 1,594.81     | 44,386                | 28       | 30       |
| LZ               | リエンツ郡               |      | リエンツ         | 2,019.87     | 48,738                | 24       | 33       |
| RE               | ロイテ郡                 |      | ロイテ           | 1,236.82     | 32,838                | 27       | 37       |
| SZ               | シュヴァーツ郡           |      | シュヴァーツ     | 1,843.20     | 84,329                | 46       | 39       |

## シンボル

州の紋章
州旗
州政府旗